# Incourt (Belgique)
Pour l’article ayant un titre homophone, voir Aincourt.
Pour les articles homonymes, voir Incourt.
Incourt (en wallon Incoû) est un village et commune du Brabant wallon, en Belgique. située en Région wallonne dans la province du Brabant wallon. Traversé par un des nombreux ruisseaux formant la Gette, le village se trouve sur la RN91 (Namur-Louvain), dans la partie orientale du Brabant Wallon (Région wallonne).
Au 1er janvier 2025, la population totale de cette commune est de 5 658 habitants..

## Géographie

### Communes limitrophes
|                               | Beauvechain |           |
| Grez-Doiceau Chaumont-Gistoux | Incourt     | Jodoigne  |
| Walhain                       | Perwez      | Ramillies |

### Sections de la commune
| # | Nom         | Superf. (km²) | Habitants (2020) | Habitants par km² | Code INS |
| - | ----------- | ------------- | ---------------- | ----------------- | -------- |
| 1 | Incourt     | 3,94          | 1.052            | 267               | 25043A   |
| 2 | Glimes      | 6,62          | 963              | 146               | 25043B   |
| 3 | Opprebais   | 12,18         | 1.563            | 128               | 25043C   |
| 4 | Roux-Miroir | 7,53          | 704              | 94                | 25043D   |
| 5 | Piétrebais  | 8,65          | 1.240            | 143               | 25043E   |

#### Autres villages et hameaux
- Sart-Risbart en Opprebais.
- Thorembisoul en Glimes.
- Longpré en Incourt.
- Chapelle Saint-Laurent en Piétrebais.

## Démographie

### Démographie: Avant la fusion des communes
- Source: DGS recensements population

### Démographie: Commune fusionnée
En tenant compte des anciennes communes entraînées dans la fusion de communes de 1977, on peut dresser l'évolution suivante :
Les chiffres des années 1831 à 1970 tiennent compte des chiffres des anciennes communes fusionnées.
- Source: DGS , de 1831 à 1981=recensements population; à partir de 1990 = nombre d'habitants chaque 1 janvier

## Héraldique
|  | La commune possède des armoiries qui lui ont été octroyées le 10 avril 1954 et à nouveau le 6 août 1980. Blasonnement : De sable au lion contourné d'or, armé et lampassé de gueules, tenant entre ses pattes une clef d'argent posée en pal, le panneton en haut et contourné, le tout accompagné à senestre d'un flanchis du même. Source du blasonnement : Heraldy of the World. |

## Politique et administration

### Conseil et collège communal 2024-2030
| Collège communal  |                         |                            |
| ----------------- | ----------------------- | -------------------------- |
| Bourgmestre       | Benoît Malevé           | PS - Ensemble Pour Incourt |
| 1er Échevin       | Joseph Tordoir          | MR - Ensemble Pour Incourt |
| 2e Échevine       | Sophie Parisse          | PS - Ensemble Pour Incourt |
| 3e Échevine       | Geneviève Flémal-Ottoul | Ensemble Pour Incourt      |
| Président du CPAS | Léon Walry              | PS - Ensemble Pour Incourt |

## Patrimoine et culture

### Patrimoine architectural
- L'église Saint-Pierre, sous sa forme actuelle, date de 1780-1781. Elle a été construite en brique et en pierre de Gobertange.
- La fontaine Sainte-Ragenufle (rue Sainte-Ragenufle), dont l'eau etait censée guérir la fièvre et l'hydropisie. La source a longtemps été considérée comme la seule source d'eau potable en Wallonie.  L'eau était encore potable en 2016 mais, depuis lors, elle n'est plus considérée comme potable[4]. L'endroit est consacré à Sainte-Ragenufle, qui fait l'objet d'un culte à Incourt depuis le XIIe siècle. L'aménagement actuel du site date de 1953.
- Le Tumulus de Glimes
- Château-ferme d'Opprebais, une ancienne forteresse
- Ferme des deux Chises à Piétrebais

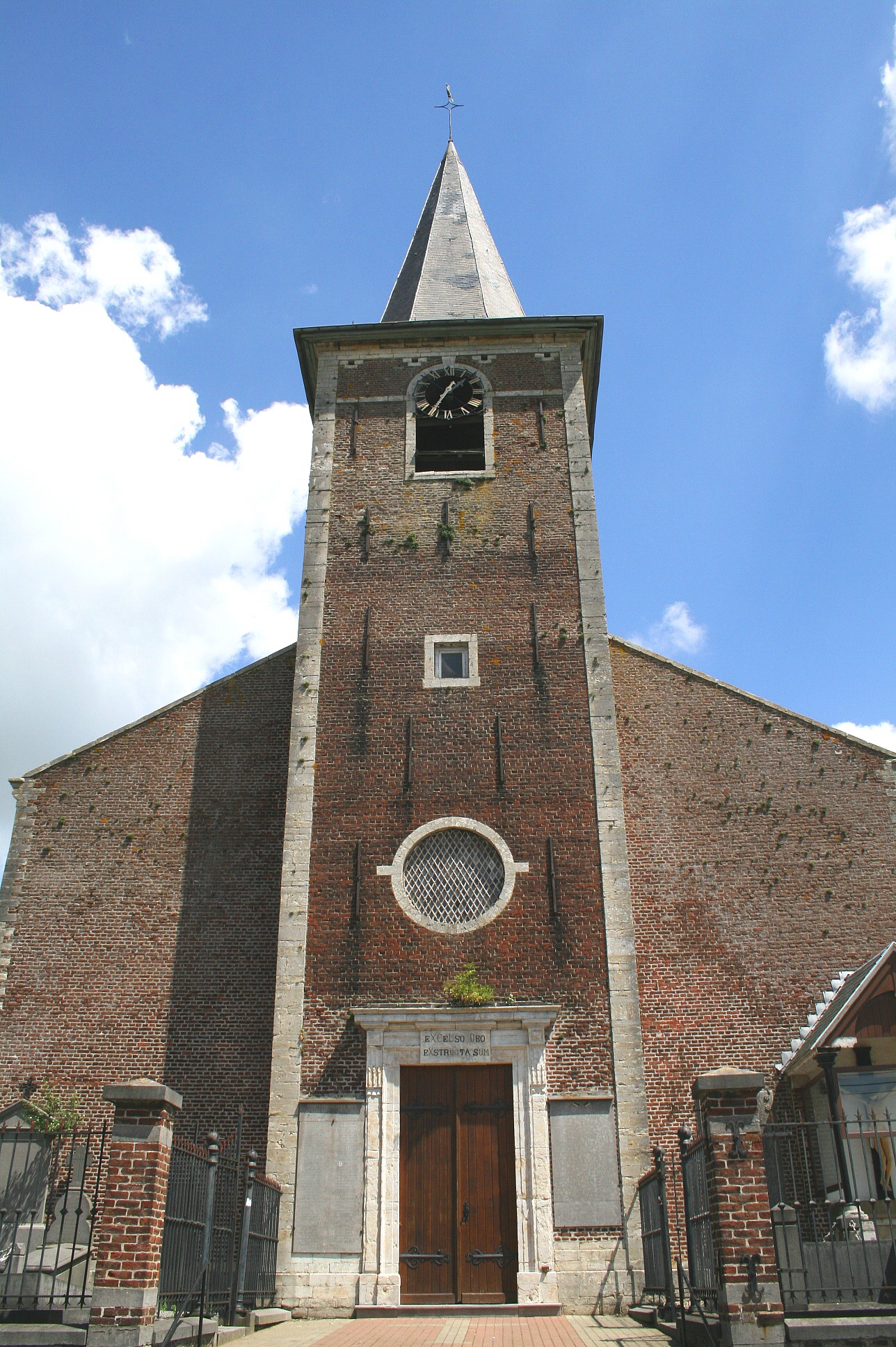
L'église Saint-Pierre (1780).
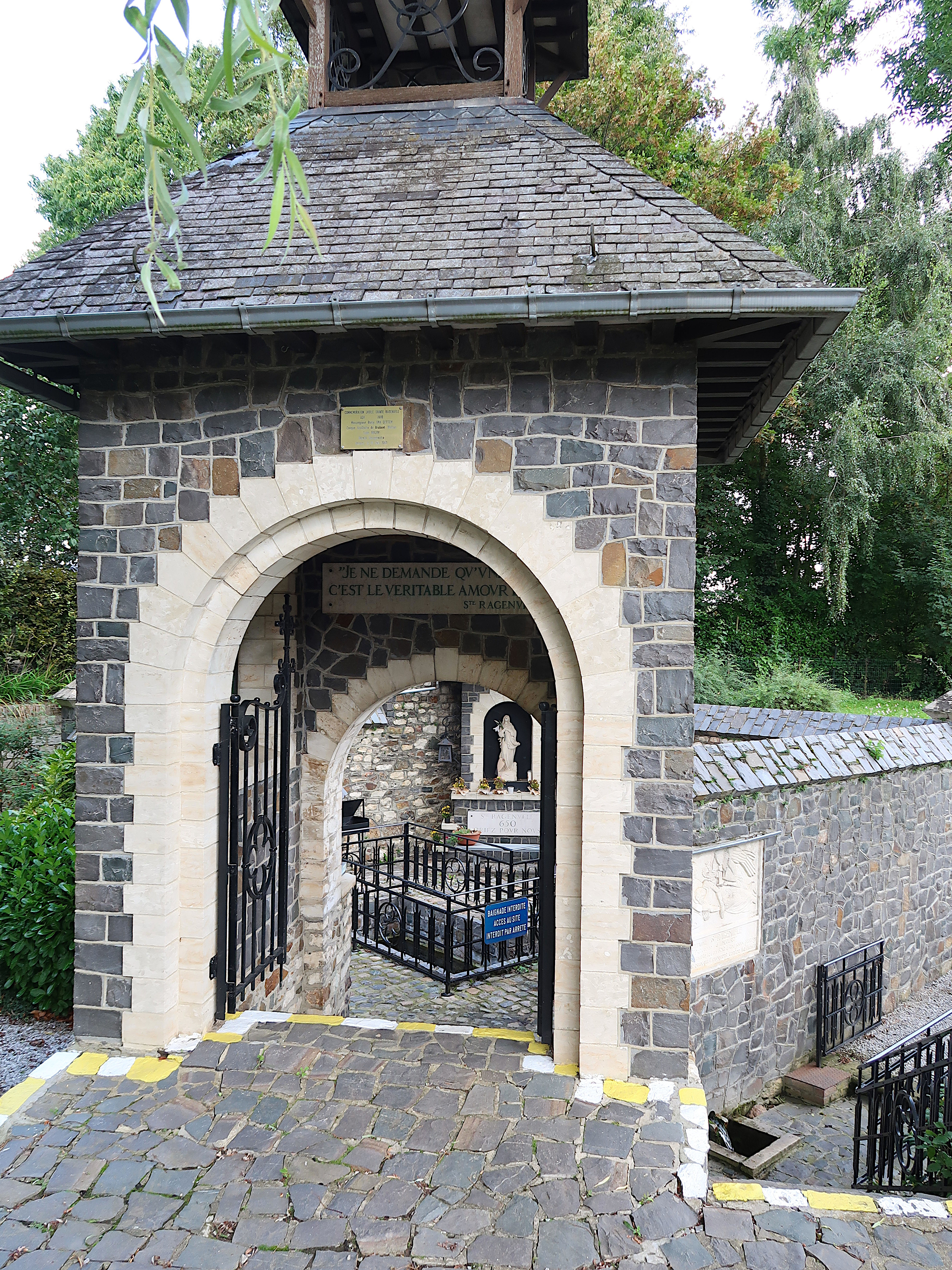
La fontaine Sainte-Ragenufle.
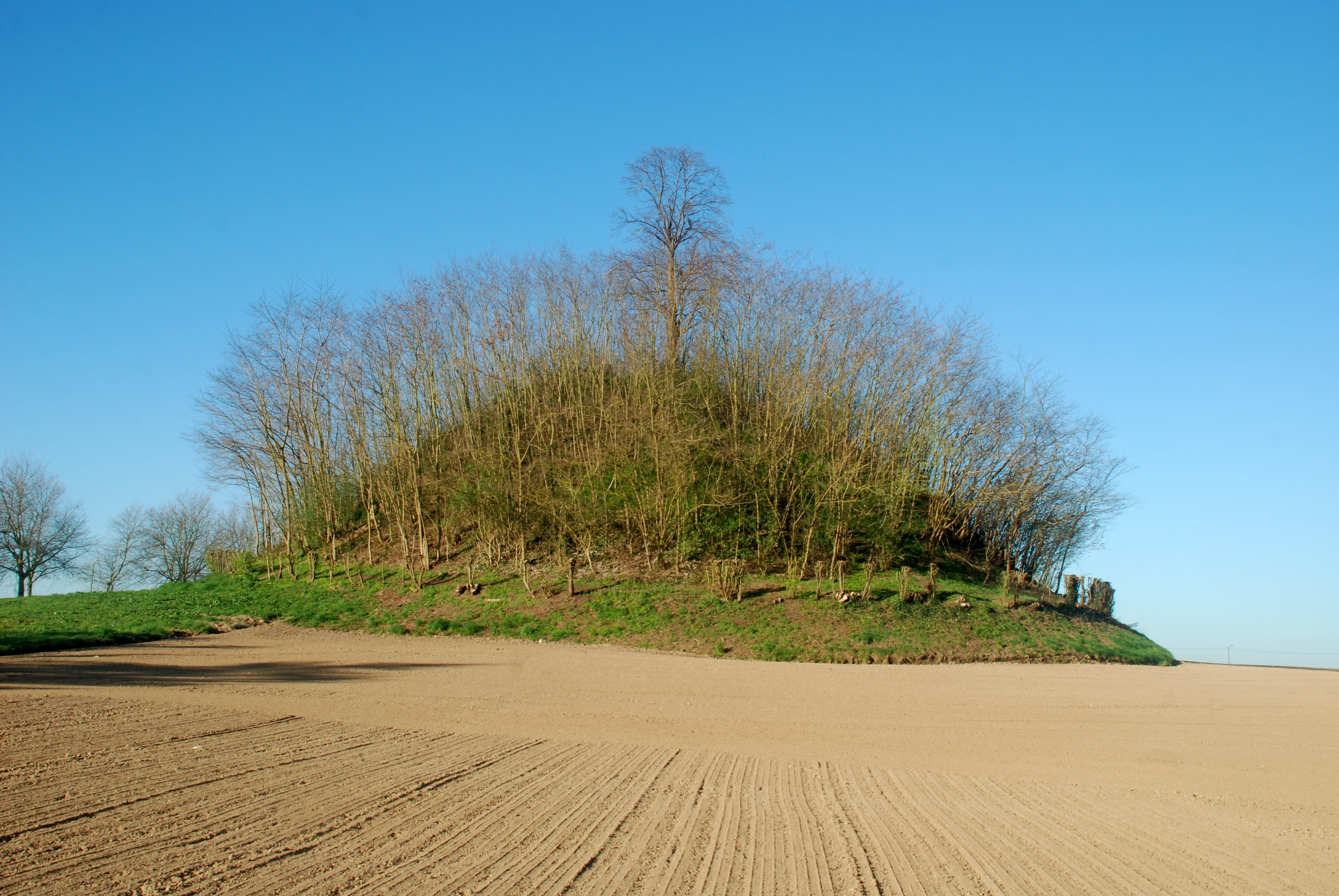
Tumulus de Glimes.
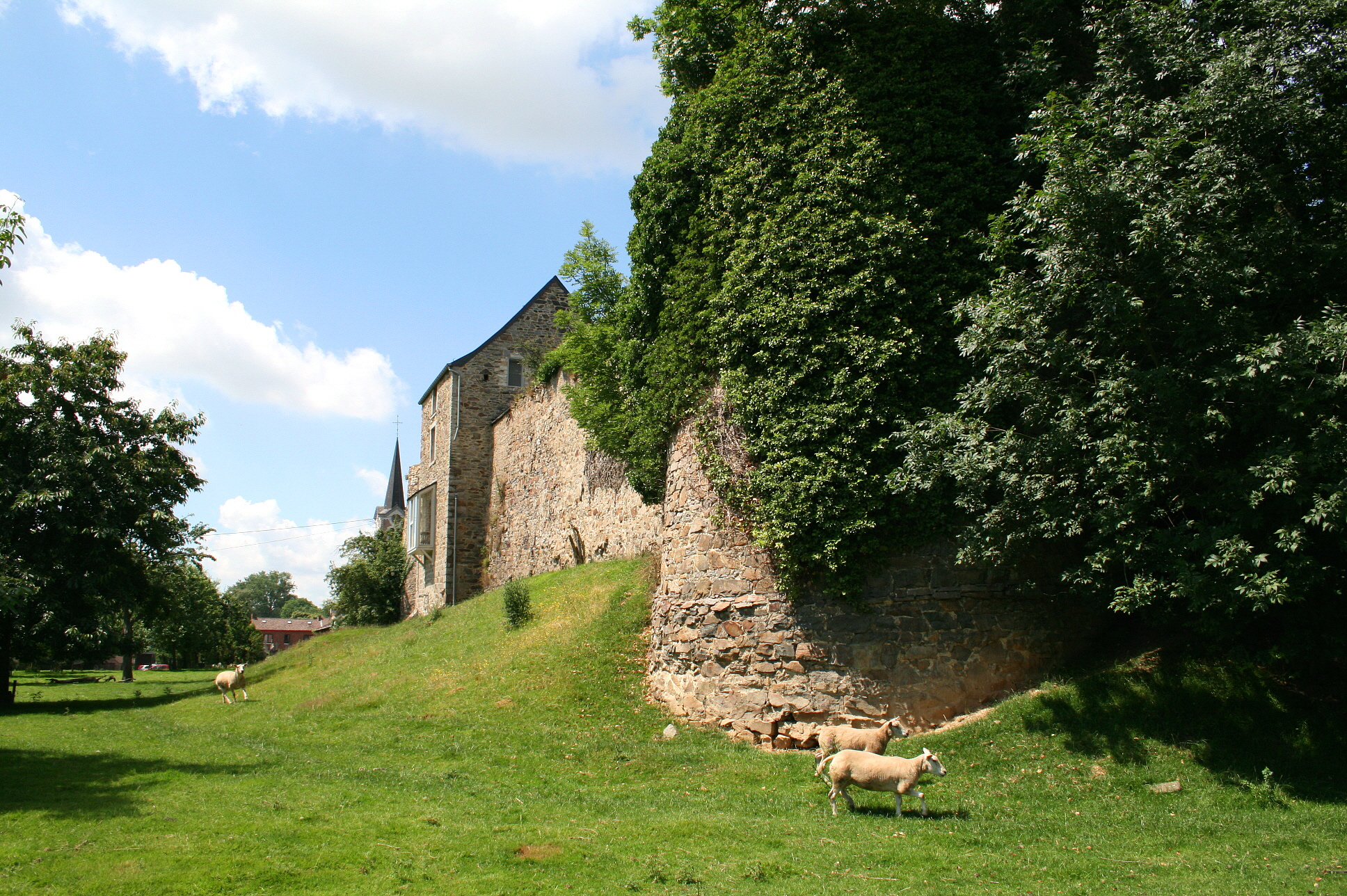
Château-ferme d'Opprebais.

## Personnalités liées à la commune
- Philibert François van Goidtsnoven (1655 Jodoigne - † 1731 Jodoigne), échevin d'Incourt en 1676 et 1680, greffier d'Incourt[5] ;
- Pierre Soete (1949-), chirurgien orthopédiste.